# Microsoft Flight Simulator (2020)
Microsoft Flight Simulator (zur einfacheren Unterscheidung innerhalb der gleichnamigen Computerspielreihe inoffiziell auch Microsoft Flight Simulator 2020 genannt, inoffiziell oft abgekürzt als FS2020 oder MSFS) ist eine Flugsimulation der Microsoft-Flight-Simulator-Serie, die von Asobo Studio entwickelt und von Xbox Game Studios am 18. August 2020 für Windows 10 veröffentlicht wurde. Der Simulator erschien am 27. Juli 2021 für die Xbox Series X|S. Im Juni 2023 wurde angekündigt, dass der Nachfolger Microsoft Flight Simulator 2024 im Jahr 2024 erscheinen werde, der 2020er jedoch weiterhin unterstützt werden soll. Microsoft erläuterte dazu, dass alle Flugzeuge und Szenerien (sogenannte Add-ons), die für den FS2020 auf den Markt gekommen sind, mit wenigen Ausnahmen, auch vom dann neuen Flight Simulator unterstützt werden sollen.
Bei der Darstellung der Erdoberfläche greift es auf Texturen und topologische Daten von Bing Maps zurück. Die dreidimensionale Umgebung wird mittels der Cloud-Plattform Microsoft Azure generiert, die von Blackshark.ai erstellt wird.
Am 18. November 2021 erschien die Game of the Year Edition des Microsoft Flight Simulators. Darin enthalten sind fünf kostenlose Flugzeuge, wie die Boeing F/A-18 Super Hornet, der Volocopter VoloCity, die Pilatus PC-6 Porter, die CubCrafters NXCub sowie die Aviat Pitts Special S1S. Zudem sind die „handgemachten“ Flughäfen Leipzig/Halle (EDDP), Allgäu Airport Memmingen (EDJA), Kassel (EDVK), Lugano (LSZA), Zürich (LSZH), Luzern-Beromünster (LSZO) sowie die Patrick Space Force Base (KCOF) und die Marine Corps Air Station Miramar (KNKX) inkludiert. Des Weiteren sind die Städte Freiburg im Breisgau, Brighton, Helsinki, Derby, Eastbourne, Newcastle, Nottingham und Utrecht mithilfe von Photogrammetrie detailliert implementiert.
Am 11. November 2022 wurde die „40. Anniversary Edition“, anlässlich des 40-jährigen Erscheinens des MS Flugsimulators, veröffentlicht. Diese enthält verschiedene kostenlose Inhalte, wie z. B. sieben klassische Flugzeuge: u. a. den Wright Flyer von 1903, die Curtiss JN-4 „Jenny“ von 1915, die Ryan NYP „Spirit of St. Louis“ von 1927, die Douglas DC-3 von 1935, die Grumman G-21 „Goose“ von 1937, die de Havilland „Beaver“ von 1947 und die Hughes H-4 Hercules „Spruce Goose“ von 1947. Außerdem enthält es die beiden Segelflugzeuge DG Aviation LS8-18 u. DG-1001E neo, die zwei Helikopter Guimbal Cabri G2 u. die Bell 407 sowie den Airliner Airbus A310. Des Weiteren werden die Flughäfen: Hong Kong Kai Tak, das Meigs Field in Chicago, der Princess Juliana International Airport in St. Martin und der „First Flight Airport“ in Kitty Hawk veröffentlicht. Enthalten sind ebenfalls sieben neue Lernprogramm-Missionen zur Beherrschung der Segelflugzeuge und dazu außerdem vierundzwanzig klassische Flug-Aktivitäten.

## Überblick
Microsoft Flight Simulator ist das erste Computerspiel, das die gesamte Erde in drei Dimensionen mit 4K-Texturen aus Satellitenaufnahmen simuliert, die auf den Zentimeter akkurat sind. Das Spiel soll zudem 4K-Auflösung und HDR mit einer 10-Bit-Farbtiefe unterstützen.
Es ist ein sogenanntes Always-online-Spiel, was bedeutet, dass der Spieler beim Spielen standardmäßig permanent mit dem Internet verbunden ist. Dabei werden dreidimensionale Objekte sowie Landschaftselemente der spielbaren Welt fortlaufend von der hauseigenen Azure-Cloud-KI generiert und adaptiv gestreamt. Der Simulator ist jedoch auch ohne Internetverbindung nutzbar. Hierzu können die gewünschten Regionen mit gewünschtem Detailgrad im Voraus heruntergeladen werden. Um die gesamte Geografie mit dem höchstmöglichen Detailgrad herunterzuladen, werden über 2 Petabyte Speicherkapazität benötigt. Bei der Offlinenutzung ohne Vorab-Download werden Landschaftselemente und Objekte hingegen nur prozedural generiert. Diese sehen zwar optisch gleich aus, jedoch ist deren Verteilung und Auswahl weniger realistisch.
Der Microsoft Flight Simulator unterstützt Straßen mit Fahrzeugen, fließendes, reflektierendes Wasser, Bäume mit unterschiedlichen Blättern, Tiere sowie realitätsgetreues, dynamisches Wetter, um die Umgebung so realistisch wie möglich aussehen zu lassen. Zur Darstellung des Wetters arbeitet man mit dem Schweizer Wetterdienst Meteoblue zusammen, der besonders detaillierte und präzise Wetterdaten für die Simulation bereitstellt. So werden Windgeschwindigkeiten, Temperaturen, Luftfeuchtigkeit, Luftdruck und viele weitere Faktoren in Echtzeit und in Abhängigkeit der jeweiligen Terrainstruktur physikalisch korrekt berücksichtigt. Insgesamt sind mehr als zwei Millionen Städte und über 40.000 Flughäfen enthalten.

## Entwicklung
Microsoft Flight Simulator wurde auf der Electronic Entertainment Expo am 9. Juni 2019 angekündigt und wird von Asobo Studio entwickelt.
Insider-Programm
Im Rahmen des von Microsoft während der Entwicklung gestarteten Insider-Programms konnten sich Interessenten noch während des Entstehungsprozesses des Flugsimulators an frühen Testphasen beteiligen. Mit der Anmeldung zum Insider-Programm auf der offiziellen Homepage des Flight Simulators qualifizierten sich Nutzer für die Teilnahme an Alpha- und Beta-Versionen. Nach der am 9. Juli 2020 veröffentlichten letzten Version der Alpha (Alpha 5, Build 1.5.4.0) wurde bekannt gegeben, dass die Entwickler am 30. Juli 2020 die erste Closed-Beta Phase starten. Berechtigt zur Teilnahme an dieser Phase sind wiederum ausgewählte Nutzer aus dem Insider-Programm, die entweder bereits zu den Alpha-Phasen eingeladen wurden oder zukünftig noch Einladungen erhalten.
Partnerschaften
Zur Darstellung und Simulation des realitätsgetreuen, dynamischen Wetters wurde eine Partnerschaft mit dem Schweizer Wetterdienst Meteoblue angekündigt. Am 24. Juli 2020 kündigte Microsoft zudem eine Partnerschaft mit VATSIM an, einem internationalen Online-Netzwerk für gemeinsames virtuelles Fliegen. Der Microsoft Flight Simulator verfügt über einen integrierten Shop für Zusatzinhalte von autorisierten Drittanbietern. Zur Erweiterung des Simulators steht das kostenlose SDK zur Verfügung, auf das derzeit über 400 externe Entwickler Zugriff haben. Einzelne namhafte Entwickler kündigten die Bereitstellung zahlreicher Flughäfen und weiterer Flugzeuge als Erweiterung für den Flight Simulator an.
Roadmap nach der Veröffentlichung
Der Flugsimulator kommt zur Veröffentlichung mit Unterstützung der Headtracking-Technologie TrackIR. Eine Virtual-Reality-Unterstützung wird mit einem kostenlosen Update nachgereicht – für das HP Reverb G2 VR-Headset voraussichtlich im Herbst 2020, für andere VR-Brillen zu einem späteren Zeitpunkt. Nach der Veröffentlichung sind im monatlichen Turnus Aktualisierungen vorgesehen. Im Abstand von zwei bis drei Monaten sollen kostenlose Aktualisierungen für die Welt und Satellitendaten für ausgewählte Gebiete sowie Flughäfen erfolgen. Neben neuen Missionen sind auch kostenpflichtige DLCs im so genannten „Marktplatz“ vorgesehen, die das Spiel um zusätzliche Inhalte wie z. B. Flughäfen und Flugzeuge erweitern.

## Systemvoraussetzungen
Der Microsoft Flight Simulator läuft ab Windows-Version 10 mit der Version 18362.0 oder höher. Dazu braucht es einen Vierkernprozessor auf dem minimalen Leistungsstand eines AMD Ryzen 3 1200 oder Intel Core i5-4460 sowie eine Grafikkarte ab Radeon RX 570 oder GeForce GTX 770. Im System müssen mindestens 8 GByte Arbeitsspeicher verbaut sein. Es werden ohne zusätzliche Inhalte ca. 150 GByte Festplattenspeicher benötigt.
Microsoft empfiehlt 16 GByte Arbeitsspeicher – ideal seien 32 GByte – und eine Grafikkarte der Klasse Radeon RX 590 oder GeForce GTX 970. Wichtig sei zudem eine permanente Internetverbindung mit einer Bandbreite von mindestens 5 Mbps.
| Komponente      | Mindestanforderung                           | Empfohlene Anforderung                     | Ideale Anforderung                        |
| --------------- | -------------------------------------------- | ------------------------------------------ | ----------------------------------------- |
| Betriebssystem  | Windows 10 – Update 1909                     | Windows 10 – Update 1909                   | Windows 10 – Update 1909                  |
| CPU             | AMD Ryzen 3 1200 Intel Core i5-4460          | AMD Ryzen 5 1500X Intel Core i5-8400       | AMD Ryzen 7 Pro 2700X Intel Core i7-9800X |
| GPU             | Radeon RX 570 (2–4 GB) NVIDIA GTX 770 (2 GB) | Radeon RX 590 (8 GB) NVIDIA GTX 970 (4 GB) | Radeon VII (16 GB) NVIDIA RTX 2080 (8 GB) |
| Videospeicher   | 02 GByte                                     | 04 GByte                                   | 08 GByte                                  |
| Arbeitsspeicher | 08 GByte                                     | 16 GByte                                   | 32 GByte                                  |
| Festspeicher    | 150 GByte HDD                                | 150 GByte HDD                              | 150 GByte SSD                             |
| Bandbreite      | 05 Mbps                                      | 20 Mbps                                    | 50 Mbps                                   |

Dies sind die Anforderungen bei Erscheinen des Programms. Aktuell sind die Anforderungen deutlich gestiegen.
Real belegt der Flugsimulator ca. 500 GByte Festspeicher, benötigt beim Überflug detaillierter Städte 11 bis 12 GByte Videospeicher und von der benötigten Grafikkarte hängt erheblich die Auflösung und die verschmerzbare Bildrate ab.
Bei 2560 x 1440 ist für 30 fps eine RTX 2070 Super, Arc A770 oder RX 6600 XT, für 60 fps eine RTX 4080 oder RX 6950 XT für einen hohen Detailgrad notwendig. Mit einer Grafikkarte mit 2 GByte Video-RAM (GTX 770 oder GTX 1050Ti) startet das Programm nicht mehr, eine RX 560 (unterhalb der minimalen Specs, aber mit 4 GByte Video-RAM) läuft bei minimalen Einstellungen mit 12 bis 24 fps.

## Versionen
Der Microsoft Flight Simulator ist in drei Versionen erhältlich. Ein späteres Upgrade zur nächsthöheren Edition ist durch separaten Kauf möglich, wenngleich nicht kosteneffizient. Sowohl die Standard, Deluxe als auch die Premium Deluxe Edition sind für den PC über den Microsoft Store oder über Steam als Download erhältlich. Eine physische Version in Form einer Disc ist jedoch nur in Europa erhältlich. Diese erscheint lediglich in der Standard und Premium Deluxe Edition über Aerosoft im Einzelhandel und umfasst zehn Dual-Layer-DVDs mit einem Inhalt von rund 90 GByte, die restlichen obligatorischen Inhalte werden während der Installation heruntergeladen. Käufer, die den Microsoft Flight Simulator für Windows oder Xbox digital erwerben, können diesen im Rahmen des Xbox Play Anywhere-Programms ebenfalls kostenlos auf der jeweils anderen Plattform spielen, ohne einen erneuten Kauf zu tätigen. Für das Spielen wird ein Microsoft Account benötigt.

### Standard Edition
Die Standard Edition umfasst 20 hochdetaillierte Flugzeuge sowie, neben 37.000 weiteren Flughäfen, insbesondere 30 handgefertigte, besonders akkurat umgesetzte Flughäfen. Der Vorbestellpreis für den Download und die DVD-Version der Standard Edition betrug 69,99 € beziehungsweise CHF 74. Diese Edition ist als einzige auch im Xbox Game Pass für PC enthalten.
Flugzeuge
- Airbus A320neo
- Aviat Aircraft Pitts Special S2S
- Boeing 747-8I
- Cubcrafters XCub
- Daher TBM 930
- Diamond Aircraft DA 40 NG
- Diamond Aircraft DA62
- Extra 330LT
- Flight Design CTSL
- Icon A5
- JMB Aircraft VL-3 Evolution
- Robin Aircraft Cap 10
- Robin Aircraft DR 400/100 Cadet
- Textron Aviation Beechcraft Bonanza G36
- Textron Aviation Beechcraft King Air 350I
- Textron Aviation Cessna 152
- Textron Aviation Cessna 172 Skyhawk G1000
- Textron Aviation Cessna 208 B Grand Caravan EX
- Textron Aviation Cessna Citation CJ4
- Zlin Aviation Savage Cub

detailreichere Flughäfen
- Aspen/Pitkin County
- Billy Bishop Toronto City
- Bugalaga Airstrip
- Chagual Airport
- Courchevel Altiport
- Donegal Airport
- Entebbe International
- Gibraltar International
- Innsbruck
- John F. Kennedy International
- Los Angeles International
- Madeira Cristiano Ronaldo
- Mariscal Sucre
- Nanwalek Airport
- Orlando International
- Paris Charles de Gaulle
- Paro International
- Queenstown
- Rio de Janeiro Galeão International
- Saba Juancho E. Yrausquin
- Saint Barthélemy
- Seattle-Tacoma
- Sedona Airport
- Sirena Airport
- Stewart Aerodrome
- Sydney
- Telluride Regional
- Tenzing–Hillary
- Tokyo-Haneda
- Toncontin International

### Deluxe Edition
Die Deluxe Edition umfasst denselben Inhalt der Standard Edition und darüber hinaus fünf weitere hochdetaillierte Flugzeuge sowie fünf weitere handgefertigte internationale Flughäfen. Der Vorbestellpreis für den Download der Deluxe Edition betrug 89,99 € beziehungsweise CHF 104.
5 Zusätzliche Flugzeuge gegenüber Standard
- Diamond Aircraft DA 40-TDI
- Diamond Aircraft DV20
- Textron Aviation Beechcraft Baron G58
- Textron Aviation Cessna 152 Aerobat
- Textron Aviation Cessna 172 Skyhawk

5 zusätzliche detailreichere Flughäfen gegenüber Standard
- Amsterdam Airport Schiphol (Niederlande)
- Cairo International Airport (Ägypten)
- Cape Town International Airport (Südafrika)
- Chicago O’Hare International Airport (USA)
- Adolfo Suárez Madrid–Barajas Airport (Spanien)

### Premium Deluxe Edition
Die Premium Deluxe Edition umfasst denselben Inhalt der Deluxe Edition und darüber hinaus fünf weitere hochdetaillierte Flugzeuge, etwa die Boeing 787-10 Dreamliner, und fünf weitere handgefertigte internationale Flughäfen, darunter auch den Flughafen Frankfurt. Der Vorbestellpreis für den Download der Premium Deluxe Edition betrug 119,99 € beziehungsweise CHF 134, die DVD-Version war in Deutschland für 129,99 € vorbestellbar, in der Schweiz bestimmte der Markt den Preis (ca. CHF 125). Benutzer dieser Version können die als „Local Legends“ und „Famous Flyer“ veröffentlichten Flugzeuge zu einem ermäßigten Preis erhalten.
5 zusätzliche Flugzeuge gegenüber Deluxe
- Boeing 787-10 Dreamliner
- Cirrus Aircraft SR22
- Pipistrel Virus SW 121
- Textron Aviation Cessna Citation Longitude
- Zlin Aviation Shock Ultra

5 zusätzliche detailreichere Flughäfen gegenüber Deluxe
- Denver International Airport (USA)
- Dubai International Airport (VAE)
- Flughafen Frankfurt Main (Deutschland)
- Heathrow Airport (England)
- San Francisco International Airport (USA)

## World Updates
Der Flugsimulator wird fortwährend weiterentwickelt und erhält von Zeit zu Zeit sogenannte World-Updates – also Verbesserungen und Erweiterungen der im Simulator dargestellten Welt. Dabei werden eine genauere Höhenkartierung und eine hochauflösende 3D-Bildmessung für verschiedene Städte eingebunden. Zudem werden eine Vielzahl von Sehenswürdigkeiten und Wahrzeichen (POIs), der vom jeweiligen World-Update behandelten Landschaft, eingebunden sowie jeweils drei bis sechs von Hand gefertigte Flughäfen angeboten. Daneben enthalten die World-Updates neue Landeherausforderungen und Wildnisflüge sowie Verbesserungen einer Vielzahl an landesweiten Flughäfen und -plätzen.
Die bisherigen World-Updates I–XIX beinhalten:
| World Update | Gebiete                                                     | Release- Datum | Version   |
| ------------ | ----------------------------------------------------------- | -------------- | --------- |
| I            | Japan                                                       | 29. Sep. 2020  | 1.9.3     |
| II           | USA                                                         | 24. Nov. 2020  | 1.11.6.0  |
| III          | Vereinigtes Königreich und Irland                           | 16. Feb. 2021  | 1.13.16.0 |
| IV           | Frankreich, Belgien, Niederlande und Luxemburg              | 13. Apr. 2021  | 1.15.7.0  |
| V            | Dänemark, Finnland, Island, Norwegen und Schweden           | 17. Juni 2021  | 1.17.3.0  |
| VI           | Deutschland, Österreich und Schweiz                         | 7. Sep. 2021   | 1.19.8.0  |
| VII          | Australien                                                  | 31. Jan. 2022  | 1.22.2.0  |
| VIII         | Spanien, Portugal, Gibraltar und Andorra                    | 24. März 2022  | 1.24.5.0  |
| IX           | Italien und Malta                                           | 17. Mai 2022   | 1.25.9.0  |
| X            | USA und US-Territorium                                      | 14. Juni 2022  | 1.26.5.0  |
| XI           | Kanada                                                      | 28. Sep. 2022  |           |
| XII          | Neuseeland                                                  | 24. Feb. 2023  | 1.30.12.0 |
| XIII         | Ozeanien und Antarktis                                      | 25. Apr. 2023  | 1.32.7.0  |
| XIV          | Zentral-Osteuropa                                           | 25. Juli 2023  | 1.33.8.0  |
| XV           | Dänemark, Finnland, Island, Norwegen, Schweden und Grönland | 7. Nov. 2023   | 1.34.16.0 |
| XVI          | Karibik                                                     | 30. Jan. 2024  | 1.36.2.0  |
| XVII         | Vereinigtes Königreich u. Irland                            | 23. Juli 2024  | 1.37.19.0 |
| XVIII        | Deutschland, Österreich und Schweiz                         | 22. Aug. 2024  | 1.37.19.0 |
| XIX          | Brasilien, Guyana, Suriname u. Frz. Guayana                 | 11. März 2025  |           |

## Kostenpflichtige Zusatzinhalte
Bisher wurden folgende kostenpflichtige Zusatzinhalte als „Local Legends“ veröffentlicht. Die Legenden stammen häufig aus dem zeitgleich in einem World Update veröffentlichten Land.
1. Junkers Ju 52[32]
2. Fokker F.VII[33]
3. Dornier Do J Wal[34]
4. Savoia-Marchetti S.55[35]
5. Beechcraft Model 18[36]
6. Junkers F 13[37]
7. Cessna 195[38]
8. de Havilland Canada DHC-4[39]
9. Latécoère 631[40]
10. Boeing 307[41]
11. Aero Ae-45/Ae-145[42]
12. Dornier Do X[43]
13. Saab B 17A[44]
14. Bell 47J[45]
15. Dornier Do 31[46]
16. Short Skyvan[47]
17. Curtiss C-46[48]
18. Westland Scout u. Westland Wasp[49]
19. Focke-Wulf Fw 200[50]
20. CAP-4[51]

Als „Famous Flyer“ wurden folgende Flugzeuge veröffentlicht:
1. Beechcraft Model 17 Staggerwing[52]
2. Gee Bee Model Z Super Sportster
 und Model R-2 Super Sportster[53]
3. Beechcraft Bonanza V35[54]
4. Antonow An-225[55]
5. Antonow An-2
6. Ford 4-AT Trimotor[56]
7. Mitsubishi MU-2[57]
8. Cessna 207A[58]
9. Douglas C-47D und Waco CG-4A[59]
10. Boeing 707[60]
11. Cessna 185F[61]
12. Piper PA-28[62]

Des Weiteren wurde das „Reno Air Races: Expansion Pack“ und die „Reno Air Races: Full Collection“ veröffentlicht. Dabei handelt es sich erstens um ein Flugzeugrennen, das im Reellen als National Championship Air Races stattfindet und zweitens eine Reihe von dazugehörigen Flugzeugen.
Im internen „Marketplace“ und anderen Digital-Distributionen gibt es eine Vielzahl weiterer kostenpflichtiger und kostenloser Zusatzinhalte von Drittanbietern. Zu den bekannten Drittanbietern gehört z. B. Aerosoft.

## Rezeption
Das Spiel wurde äußerst positiv aufgenommen. Bei Metacritic hält die Windows-Version des Flugsimulators bei 66 Kritiken eine Wertung von durchschnittlich 91/100. Laut dem PC-Spielemagazin GameStar sei der Flight Simulator ein faszinierendes Beispiel dafür, was PCs technisch leisten können. Das Schwestermagazin GamePro wertete die Fassung für Xbox Series X/S um zwei Punkte ab, da das Spiel noch flüssiger laufen könne und es Textur-Probleme habe.

„Hinter der leistungshungrigen, aber bildschönen Fassade versteckt sich eine komplexe und vielfach anpassbare Flugsimulation, die aber nicht ohne spielerische und technische Macken daherkommt.“

### Auszeichnungen
- Global Industry Game Awards 2021[71]
  - Networking Technology
  - Research & Analytics